# Regina Bielska (Casanova)
Regina Bielska (Casanova) – minialbum nagrany przez polską piosenkarkę Reginę Bielską. W nagraniach towarzyszył jej chór Beltono oraz zespół instrumentalny kierowany przez kompozytora, aranżera i pianistę Romualda Milnera (w życiu prywatnym męża Reginy Bielskiej). Uwaga: płyta nie ma swojego tytułu (wówczas minialbumy rzadko je otrzymywały), dla odróżnienia podany jest tytuł pierwszego utworu na tym wydawnictwie.
7-calowa winylowa płyta, odtwarzana z prędkością 45 obr./min., wydana została w latach 50. przez Polskie Nagrania z numerem katalogowym N 0163 (płyta wytłoczona została w zakładach Pronit w Pionkach).

## Muzycy
- Regina Bielska – śpiew
- Chór Beltono – podkład wokalny
- Zespół instrumentalny dyr.: Romuald Milner

## Lista utworów
Strona A
| 1. | „Casanova” (muz. Heinz Gietz, sł. Anna Jakowska)              |  |
|    |                                                               |  |
| 2. | „Samotny dom” (muz. Romuald Milner, sł. Krystyna Chudowolska) |  |
|    |                                                               |  |
Strona B
| 3. | „Judasz” (G. Fanciulli, sł. Krystyna Chudowolska)                                 |  |
|    |                                                                                   |  |
| 4. | „Czarodziejska samba” (muz. Anatoliusz Horbowski, sł. Agnieszka Feill, Artur Tur) |  |
|    |                                                                                   |  |